# Schlüsselgelände
Schlüsselgelände sind im militärischen Bereich diejenigen Geländeabschnitte, die durch die verantwortliche Truppe unbedingt gegen Feindangriffe zu behaupten, das heißt zu „halten“, sind.
Dies sind typischerweise Geländeabschnitte, deren Besitz man als Voraussetzung für den Erfolg des Operationsplans der übergeordneten Führung ansieht.
Schlüsselgelände können Engen, wie Pässe und Flussübergänge, oder Höhen sein, von denen aus das umliegende Gelände beobachtet oder durch eigenes Feuer beherrscht werden kann.
Durch die Zuweisung eines Schlüsselgeländes wird die Handlungs- und Bewegungsfreiheit der verantwortlichen Truppe erheblich eingeschränkt. Diese lokale Bindung behindert unter Umständen eine flexible Kampfweise und kann zu erheblichen eigenen Verlusten oder gar der Vernichtung der eingesetzten Kräfte führen. Daher ist „Schlüsselgelände verteidigen!“ nur dann und solange zu befehlen, wie dieses für die Umsetzung der Absicht der übergeordneten Führung zwingend erforderlich ist.
Ein weiter gefasster Vorgängerbegriff der Wehrmacht war der Feste Platz.